# Moscheea Centrală din Ilorin
Moscheea Centrală din Ilorin este o moschee din orașul Ilorin, Nigeria. Aceasta este una dintre cele mai mari, mai importante și mai celebre moschei din această țară.

## Istorie și arhitectură
Moscheea a fost construită pentru prima dată în anul 1820 sub conducerea șeicului Muhammad Munab'bau, din dorința acestuia de a edifica un locaș de cult pentru întreaga comunitate musulmană din oraș. Moscheea a fost reconstruită în anul 1835 de către Abdul Salam, primul emir de Ilorin. După mai mult de un secol de la acest eveniment, locașul a devenit neîncăpător din cauza populației aflate în creștere. Astfel, în anul 1974, al nouălea emir de Ilorin, Alhaji Zulkarnaini Gambari i-a invitat pe marele muftiu Alhaji Mohammed Kamal-u-deen și pe politicanul Abubakar Olusola Saraki pentru a discuta și a coordona strângerea de fonduri necesară pentru construirea unei noi mari moschei la Ilorin.
La 30 aprilie 1977 a fost pusă fundația noii moschei de către emirul Gwandu în numele sultanului Abubabar al III-lea. În anul 1981, moscheea a fost finalizată și inaugurată de către Alhaji Shehu Shagari, al doilea președinte din istoria Nigeriei. 
Moscheea Centrală din Ilorin este o construcție de formă piramidală amplasată pe o fundație pătrată. Ea are un dom central înconjurat de patru semidomuri, toate de culoare albastră. Ea are patru minarete de culoare albă cu o înălțime de aproximativ 45 de metri. În urma lucrărilor de restaurare începute în anul 2007, vârfurile minaretelor și domul au fost acoperite cu aur, iar semidomurile cu niște plăcuțe verzi-maroni reflectorizante. Tot atunci s-au adăugat la întreaga construcție nuanțe de roșu, iar micile domuri ce acoperă galeriile curții au fost și ele acoperite cu aur. De asemenea, edificiul a fost acoperit atât în interior cât și în exterior cu o marmură specială pentru a absorbi și elimina căldura. Pe lângă toate acestea au fost construite și o bibliotecă, mai multe băi moderne și o sală de conferință și studii islamice, unele dintre acestea nefiind încă terminate.